# 許竟成
許竟成，(1912-1986)，香港已故足球員球星，綽號「左腳王」，司職中場或右輔，曾效力九華、星島、東方及聖約瑟等多支香港甲組足球聯賽球隊，並曾入選香港足球代表隊， 退役後擔任星島教練及足球部主任，亦是香港華人足球員聯誼會創會成員之一。許竟成曾擔任《星島體育》主編多年，以筆名「綠茵居士」撰寫球評。

## 球員生涯
1930年代在上海展開球員生涯，許竟成由於任職上海中華書局，便加入中華書局屬下的進德足球隊，司職中場，被譽為當時上海足球壇最有希望的新秀。1937年，獲選為華東隊代表，出戰港滬際賽。
抗日戰爭爆發，許竟成1937年底跟隨上海中華書局陸費逵來到香港，並加盟香港甲組足球聯賽球隊九華。
1938年，首次入選香港足球代表隊，出戰港越埠際賽。其後，許竟成加入《星島日報》任職記者，並加入星島足球隊。
1945-46年度，戰後第一屆聯賽，星島未有派隊參賽，許竟成遂加盟東方。翌季，星島重新加入，許竟成便重投星島。及後曾轉投聖約瑟，
他於1950年，以38歲之齡最後一次代表港隊，成功助港隊以1比0小勝強敵南韓，總計他代表港隊征戰外隊6場未有入球。
其後1951年再次回到星島，並於1955年掛靴。
退役後，曾擔任星島教練，後擔任足球部主任多年。
1955年，有份參與香港華人足球員聯誼會籌備工作，並擔任第一屆司庫。
許竟成亦曾擔任中華民國代表隊教練，取得亞洲盃外圍賽東區冠軍，於決賽周取得殿軍。1968年，再帶領中華民國代表隊參加1968年夏季奥林匹克运动会足球比赛外圍賽。1970年，他獲委任為香港隊領隊兼教練。
於1986年逝世，終年七十五歲。